# GAZ-24-10 Wołga

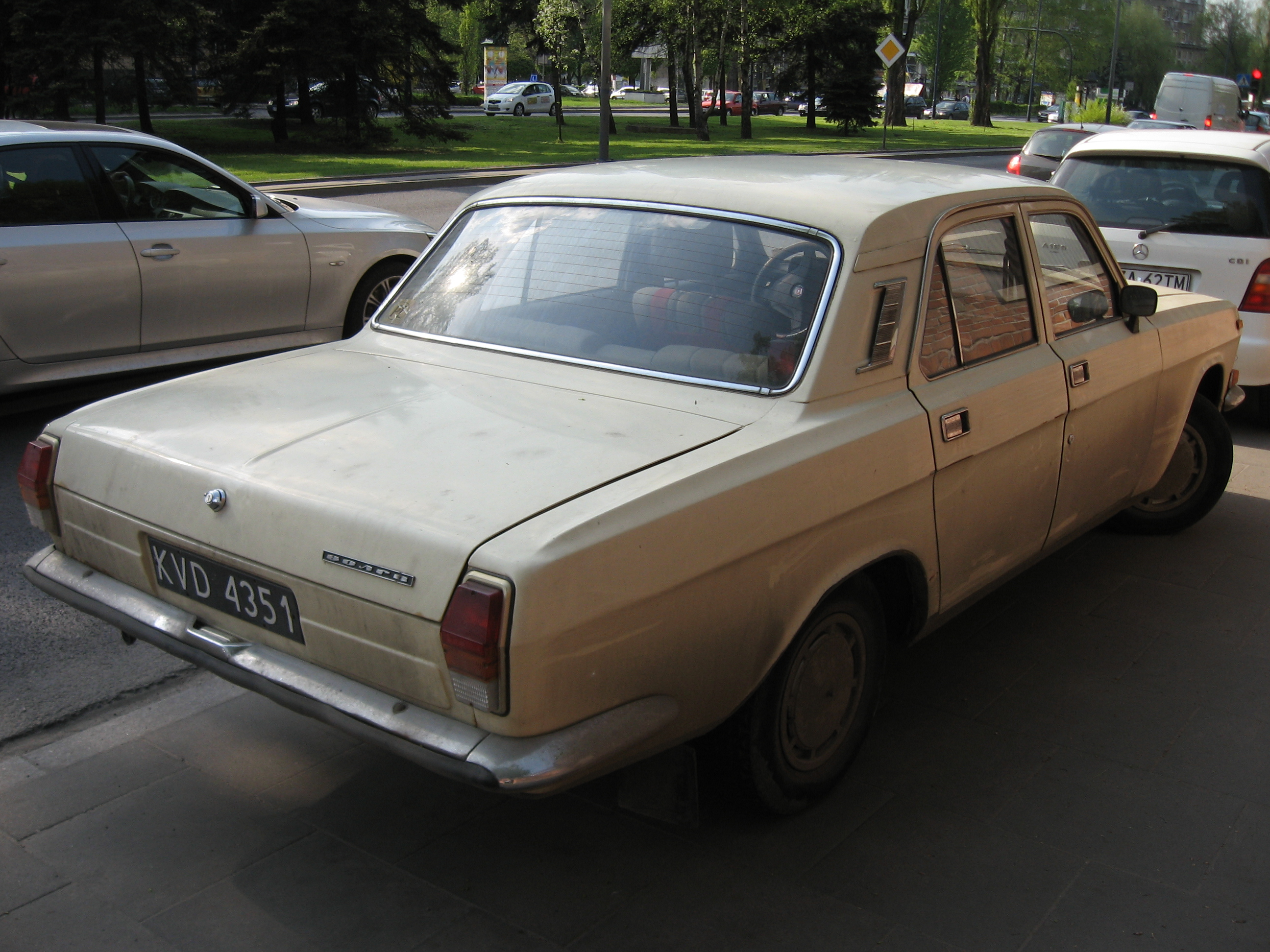
GAZ-24-10 Wołga - widok na tył

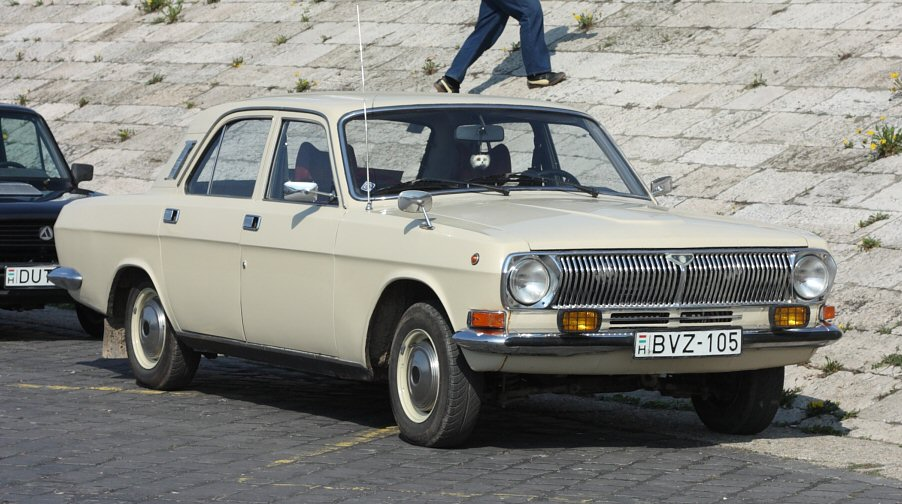
GAZ-24-10 wczesnej produkcji (1985-1986)

GAZ-24-10 Wołga  (ros. ГАЗ-24-10 «Волга») – samochód osobowy klasy średniej wyższej produkcji radzieckich zakładów GAZ, zmodernizowana wersja Wołgi GAZ 24, produkowana w latach 1985-1993.

## Historia i opis
Na początku lat 80., w Gorkowskiej Fabryce Samochodów (GAZ), oprócz opracowania głęboko zmodernizowanej bardziej luksusowej Wołgi GAZ-3102, zdecydowano unowocześnić podstawowy model Wołgi GAZ-24, produkowany od 1968 roku. Efektem była wersja oznaczona GAZ-24-10. Ponieważ chciano wykorzystywać w dalszym ciągu te same formy do tłoczenia blach, zmiany nadwozia miały charakter kosmetyczny. Zgodnie z ówczesną modą, zmniejszono liczbę elementów chromowanych na rzecz plastików. Główną zmianą zewnętrzną była nowocześniejsza czarna plastikowa atrapa chłodnicy, zamiast chromowanej. Pozostałymi zmianami były niedzielone opuszczane w całości szyby w drzwiach przednich, wpuszczane klamki (jak w GAZ-3102), czarne plastikowe lusterka, nowe plastikowe kołpaki na koła oraz rezygnacja z osobnych świateł pozycyjnych pod reflektorami przednimi i z metalowych napisów Волга (Wołga) na błotnikach przednich i klapie bagażnika. Pierwsze przejściowe serie GAZ-24-10, produkowane do 1986 roku, miały jeszcze starą chromowaną atrapę i inne stare detale. Wewnątrz rzucającą się w oczy zmianą było zastosowanie zdecydowanie mniejszego koła kierownicy niż w poprzednim modelu oraz inny zestaw wskaźników (m.in. okrągły prędkościomierz wyskalowany do 200 km/h).  
Większym zmianom podlegała mechanika i wnętrze samochodu. Nowe były silniki serii ZMZ-402, o pojemności 2,5 l, aczkolwiek wywodziły się konstrukcyjnie z poprzedniej jednostki ZMZ-24D. Podstawowym silnikiem był ZMZ-402.10 o mocy 100 KM. Jednostka ZMZ-4021.10 o mocy 90 KM pracowała na gorszej benzynie A-76 i była przeznaczona dla taksówek i części samochodów kombi. Trzecim silnikiem był ZMZ-4027.10 na benzynę lub gaz, o mocy 85 KM, dla taksówek. Dla polepszenia stabilności jazdy, ulepszono przednie zawieszenie i zwiększono rozstaw kół, wprowadzając przy tym radialne opony. Ulepszono układ hamulcowy, a część samochodów otrzymała z przodu hamulce tarczowe od GAZ-3102. Z modelu 3102 wzięto też wzmocnione sprzęgło, a przełożenie tylnego mostu zmieniono na 3,9. Całkowicie zmieniono wnętrze samochodu, częściowo unifikując je lub wzorując na GAZ-3102, aczkolwiek stosując tańsze materiały (np. plastikowa deska rozdzielcza zamiast wyłożonej poliuretanem). 

## Produkcja
Produkcję GAZ-24-10 rozpoczęto w 1985, lecz zmiany wprowadzano stopniowo i dopiero od kwietnia 1986 wprowadzono wszystkie zmiany, łącznie z silnikami. W 1987 roku pojawiła się wersja kombi GAZ-24-12. W tym czasie sedan kosztował 16 370 rubli, a kombi - 19 570 rubli. W 1992 w związku ze zużyciem form do produkcji nadwozi, zakończono produkcję tych, już przestarzałych wówczas samochodów. 
Następcą był GAZ-31029 Wołga, łączący mechanikę modelu GAZ-24-10 z nowszymi formami nadwozia i wnętrzem modelu GAZ-3102.

## Wersje
- GAZ-24-10 - podstawowa wersja sedan 4-drzwiowy
- GAZ-24-11 - sedan w wersji taksówki z silnikiem 90 KM
- GAZ-24-12 - kombi 5-drzwiowe
- GAZ-24-13 - kombi w wersji karetki pogotowia
- GAZ-24-14 - kombi w wersji taksówki z silnikiem 90 KM
- GAZ-24-17 - sedan w wersji taksówki z silnikiem na gaz
- GAZ-24-34 - sedan w wersji dla służb porządku publicznego z silnikiem V8 od GAZ-13 Czajka
- GAZ-24-60 - sedan w odmianie dla krajów o cieplejszym klimacie
- GAZ-24-10 pick-up - odmiany niefabryczne, przerabiane w zakładach remontowych

## Dane techniczne (GAZ-24-10)
Główne źródło:
- Nadwozie: stalowe, 4-drzwiowe, 5-miejscowe
- Długość/szerokość/wysokość: 4735 / 1800 / 1476 mm
- Rozstaw osi: 2800 mm
- Rozstaw kół przód/tył: 1496 / 1428 mm
- Masa własna: 1400 kg
- Masa całkowita: 1790 kg
- Prześwit: 156 mm

- Silnik: ZMZ-402.10 - gaźnikowy, 4-suwowy, 4-cylindrowy rzędowy, górnozaworowy, chłodzony cieczą, umieszczony podłużnie z przodu, napędzający koła tylne
- Pojemność skokowa: 2445 cm³
- Średnica cylindra x skok tłoka: 92 x 92 mm
- Moc maksymalna: 100 KM przy 4500 obr./min
- Maksymalny moment obrotowy: 18,6 kgf • m przy 2400-2600 obr./min
- Stopień sprężania: 8,2:1
- Gaźnik: K-126GM
- Skrzynia przekładniowa mechaniczna 4-biegowa, biegi do przodu zsynchronizowane, z dźwignią w podłodze
- Sprzęgło: suche jednotarczowe
- Przekładnia główna: hipoidalna, przełożenie 3,9

- Zawieszenie przednie: niezależne, poprzeczne wahacze resorowane sprężynami śrubowymi, teleskopowe amortyzatory hydrauliczne
- Zawieszenie tylne: zależne, sztywna oś na podłużnych resorach półeliptycznych, teleskopowe amortyzatory hydrauliczne
- Hamulce: przednie i tylne bębnowe, hydrauliczne, ze wspomaganiem (niektóre serie: z przodu tarczowe); hamulec ręczny mechaniczny na koła tylne
- Ogumienie: 205/70R14

- Prędkość maksymalna: 147 km/h[2]
- Zużycie paliwa: 9,3 l/100 km przy V=90 km/h
- Przyspieszenie 0-100 km/h: 19 s